# Quagmire's Baby
Quagmire's Baby (titulado La hija de Quagmire en España y La bebé de Quagmire en Hispanoamérica) es el sexto episodio de la octava temporada de la serie Padre de familia emitido el 15 de noviembre de 2009 en Estados Unidos a través de FOX. La trama se centra en el vecino de los Griffin, Glenn Quagmire que de repente ve su vida alterada cuando descubre que es el padre de una niña recién nacida y la cual ha sido abandonada frente su puerta, razón por la cual se ve obligado a cuidar de la lactante a pesar de negarse a su vida sexual por lo que debe decidir si darla en adopción o no. Mientras Peter consigue una radio antigua que le comunica supuestamente con el Presidente Ronald Reagan, por otro lado, Stewie y Brian hacen clones de sí mismos. 
El episodio está escrito por Patrick Meighan y dirigido por Jerry Langford. Las críticas por parte de los críticos fueron generalmente positivas por su argumento y uso de las referencias culturales. Según la cuota de pantalla Nielsen, el episodio fue visto por 8,28 millones de televidentes el día de su primera emisión. El episodio contó con la participación de los actores: Luke Adams, Max Burkholder, Noah Gray-Cabey, Christine Lakin, Brittany Snow, Tom Wilson y el presentador John Bunnell entre otros del reparto habitual.

## Argumento
Peter compra una radio del garaje de Quagmire cuando este se dispone a deshacerse de los trastos viejos, pero se lleva una decepción con las retransmisiones hasta que de pronto consigue contactar con una persona que asegura ser el espíritu de Ronald Reagan, emocionado, Peter pasa el tiempo junto a su nuevo amigo hasta que sus amigos en el bar descubren que ese no es Reagan, sino Rich Little que pretendía publicitarse. Cuando se dirige a casa de Quagmire para devolverle la radio, se da cuenta de que frente su puerta hay un cesto con un bebé y una nota de su madre que reza: "Glenn esta es tu hija, a la próxima ponte preservativo, imbécil!". Quagmire se niega a aceptarlo en su vida, pero el test de paternidad confirma que la lactante es su hija ilegítima rechazada por su madre. Al no tener remedio se ve obligado a ejercer de padre y ponerle de nombre Anna Lee (aunque prefiere llamarla Anal para abreviar). Sin embargo, la niña empieza a afectar la vida sexual de su padre. Cansado de la situación pretende darle la criatura a Peter y Lois, por lo que Peter le sugiere que aborte a pesar de no estar ya en el útero de la madre, por otro lado Joe le suguere que lo entregue en adopción. Aunque reacio al principio, finalmente accede, sin embargo es incapaz de no pensar en ella y en un bar de estríperes todas las chicas le recuerdan a ella y rompe a llorar tras cometer un error y decide ir a la casa de los padres adoptivos para recuperarla. Pero al ver como la nueva familia la cuida adecuadamente cambia de idea y decide que ese es su nuevo hogar. Al irse y reflexionar, Quagmire dice para perplejidad de Peter que quizá se rencuentre con ella cuando tenga 18 años.
Por otra parte, Stewie crea un clon de sí mismo como asistente personal y al que pone de nombre "Perra Stewie" y se lo presenta a Brian, el cual empieza a interesarse por tener un clon a su semejanza. Stewie se compromete a fabricarle un clon, finalmente el proceso es un éxito pero los resultados no son los deseados puesto que el clon de Brian resulta ser menos inteligente que el de Stewie ya que por perece de Stewie le había mandado a su clon terminar el proyecto. Mientras el clon de Stewie es capaz de hacer lo que se le manda, el de Brian resulta inútil. Un día, ambos descubren que sus clones tienen fallos, puesto que Brian se lleva un susto al ver como al suyo se le cae la mandíbula  y al de Stewie se le salen los ojos hasta que los dos se deshacen completamente. Ante tal desastre, Brian se ofrece a comerse los restos del suelo.

## Producción y desarrollo
El episodio fue escrito por Patrick Meighan y dirigido por Jerry Langford antes de la finalización de la producción de la octava temporada.
Aparte del reparto habitual, los actores Luke Adams, Max Burkholder, Noah Gray-Cabey, Christine Lakin, Brittany Snow, Mae Whitman, Tom Wilson y el presentador televisivo y sheriff jubilado John Bunnell fueron artistas invitados en el episodio. Otros actores de voz habituales son Danny Smith y los guionistas Alec Sulkin y John Viener.

## Recepción
El episodio se emitió el 15 de noviembre de 2009 siendo precedida por Los Simpson y The Cleveland Show y seguida por American Dad. En un incremento significativo de la audiencia respecto a los dos episodios de la semana anterior, el episodio fue visto por 8,28 millones de televidentes según la cuota de pantalla Nielsen siendo el segundo episodio más visto por detrás de The Devil Wears Nada de Los Simpson a pesar de emitirse simultáneamente con la temporada de fútbol americano en NBC, Desperate Housewives en ABC y Three Rivers en CBS. Quagmire's Baby obtuvo también un 4,1 de rating en los demográficos venciendo a The Cleveland Show y American Dad.
El episodio recibió críticas generalmente positivas por parte de la crítica citando la estrafalaria trama de Quagmire y los clones de Brian y Stewie de buena combinación. Ahsan Haque de IGN comentó que el episodio tenía "algunos chistes memorables" y que "este episodio invitaba a entretenerse de principio a fin".
Por otro lado, Todd VanDerWerff de A.V. Club realizó una crítica desfavorable y declaró que "el episodio de anoche comenzó prometedor" y vio en el clon de Brian "la única gracia de un episodio que más bien iba sin rumbo fijo después de los cinco o diez minutos."